# Портупея

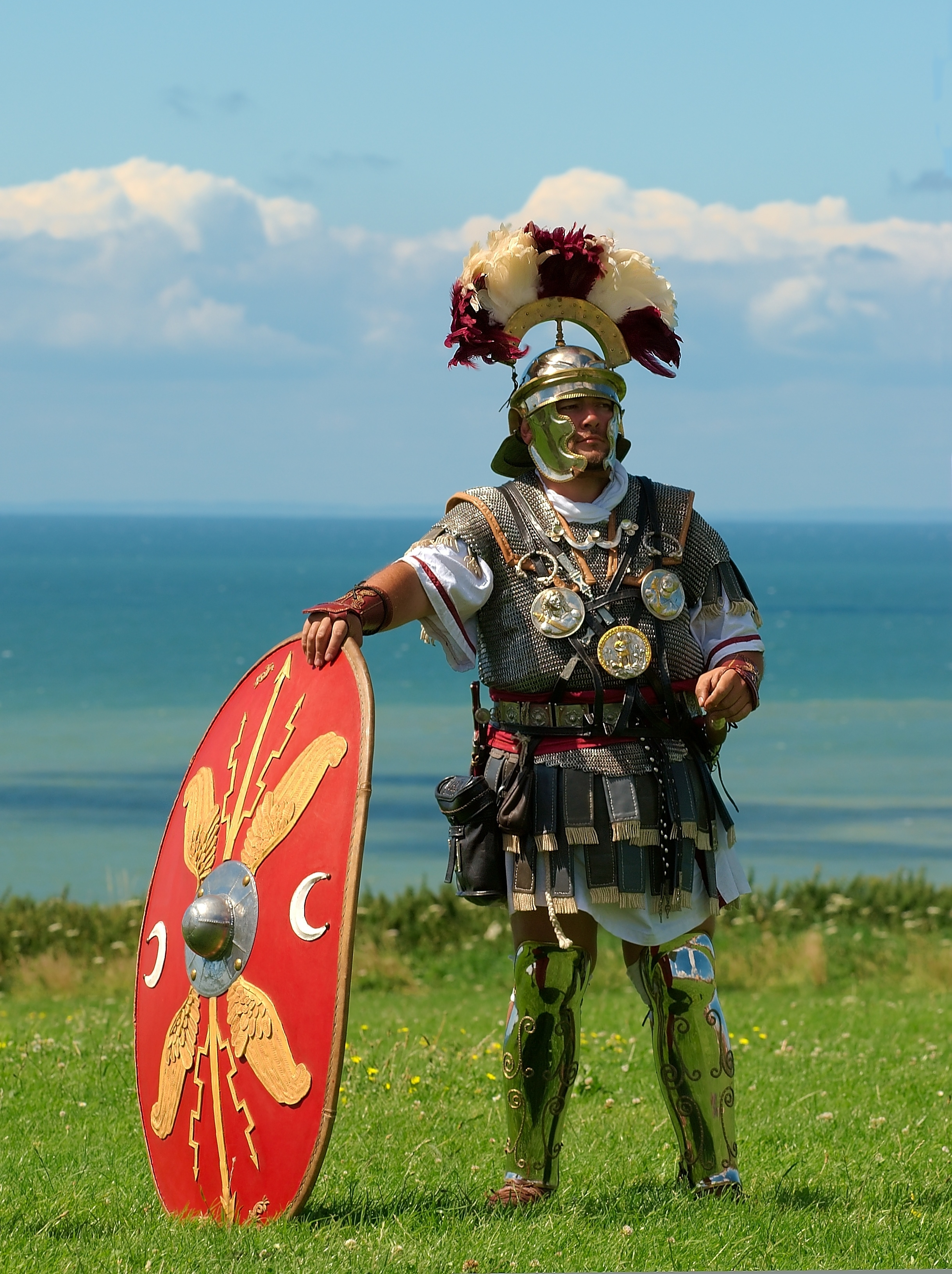
Реконструкція озброєння центуріона римської армії.

Портупе́я (фр. porte-épée, від porter — «носити» і épée — «меч, шпага») — частина військового спорядження, ремінний або галунний перев'яз у вигляді ременів (галуна) різної довжини і ширини, перекинута військовослужбовцем через праве плече (плечі) для носіння холодної зброї, ташки, а пізніше і вогнепальної зброї.
Пояс для носіння меча в римлян називалася «ба́лтеус» (лат. balteus).
Портупея призначена для носіння підвішеної до неї холодної (наприклад шабля, шашка), пізніше вогнепальної зброї (пістолет, револьвер). Гусари носили також на портупеях ташки.
На портупеї малась пряжка для припасування портупеї за розміром. По краях портупея прострочувалася, або на ній видушувалася канавка, щоб портупея не розтягувалася під час використання. 

## Історія
В сучасному вигляді цей ремінь був винайдений британським генералом Семюєлем Брауном після того, як він втратив ліву руку від удару шаблею під час служби в Індії в 1858 році. Після одужання йому було важко витягти шаблю з піхов, які він притримував лівою рукою. Потім він розробив пояс, який тримав плечовий ремінь. Оригінальний ремінь мав дві схрещених лямки, щоб можна було прикріпити кобуру для пістолета на додаток до шаблі. Пізніше такий ремінь перейняли інші офіцери, які знали Брауна в Індії, але він став широко використовуватися в британській армії лише набагато пізніше потому. Оригінальний ремінь Брауна зараз зберігається в Національному музеї армії в Челсі.
Британська армія впровадила ремінь Сема Брауна у 1902 році під час Другої англо-бурської війни (1899–1902). Пізніше багато військових і поліцейських частин Британської імперії та інших держав включили його у свої однострої.
Армія США офіційно представила портупею в 1921 році, а вилучила 1941 року. 
У Швеції портупея була включена у форму армійських офіцерів з 1923 до 1958 року.
До кінця XX століття загальне використання знизилося. Тим не менш, портупея залишилась характерною рисою багатьох парадних форм.
Від портупеї слід відрізняти парні плечові ремені (черезплічники), що кріпляться до поясного ременя і служать для його підтримування (що необхідно у випадку кріплення до нього спорядження). Вважається, що їх винайшов у 1878 році лейтенант Безіл Темплер Грем-Монтгомері з 60-го стрілецького полку під час служби в Індії.

## Галерея

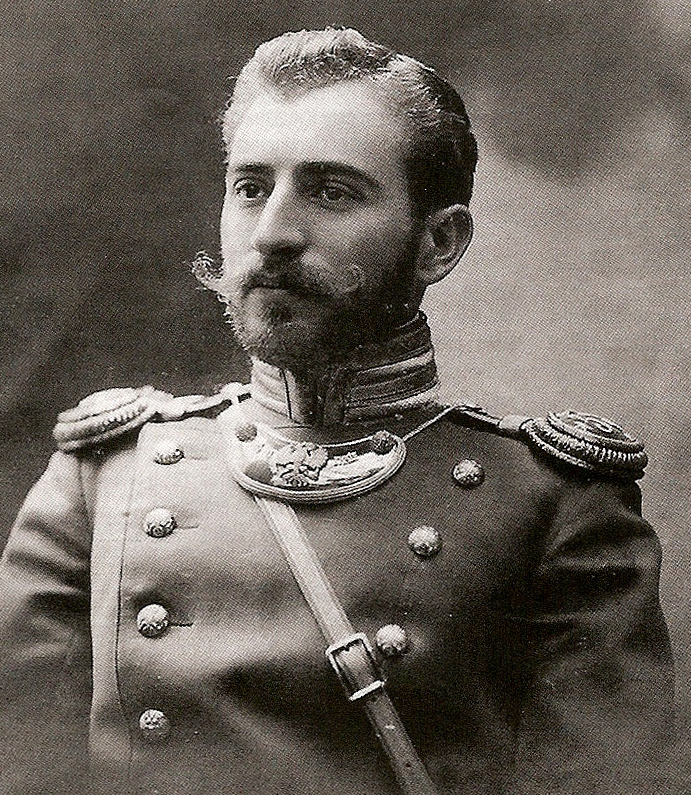
Петро Федорович Болбочан, український військовий діяч, полковник Армії УНР.
Портрет полковника Армії УНР Івана Дубового.
Однострій сотника кінного полку Чорних Запорожців.